# Couronnement de Charles III et de Camilla Parker Bowles
Le couronnement de Charles III et de son épouse Camilla Parker Bowles en tant que roi et reine consort du Royaume-Uni et des autres royaumes du Commonwealth a lieu le 6 mai 2023 à Londres. Charles III a accédé au trône à la mort de sa mère, le 8 septembre 2022.
Par rapport aux couronnements précédents, la cérémonie connaît quelques modifications afin de représenter d'autres religions, cultures et communautés à travers le Royaume-Uni, et est plus courte que celle de la reine Élisabeth II en 1953. La cérémonie commence par l'onction du roi, symbolisant son entrée spirituelle dans la royauté, suivie de son couronnement et son intronisation. Camilla est couronnée lors d'une cérémonie plus courte et plus simple. La famille royale se rend ensuite au palais de Buckingham lors d’une grande procession d'État, et le couple royal apparaît sur le balcon pour saluer les Britanniques.
Le couronnement comprend également des célébrations publiques. Le 7 mai a lieu le « Grand déjeuner du couronnement », offrant au public l'occasion de marquer l’évènement avec de grands pique-niques de rue. Le concert du couronnement a lieu le même jour au château de Windsor, en présence de représentants des œuvres caritatives, du roi et de la reine ainsi que de membres du grand public. Le couronnement à l'abbaye de Westminster et le concert au château de Windsor sont diffusés en direct à la télévision, en mondovision, et en ligne.
Il s'agit du premier couronnement d'un monarque britannique à avoir lieu au XXIe siècle, et le 40e à se tenir à l'abbaye de Westminster depuis celui de Guillaume le Conquérant en 1066.

## Préparatifs

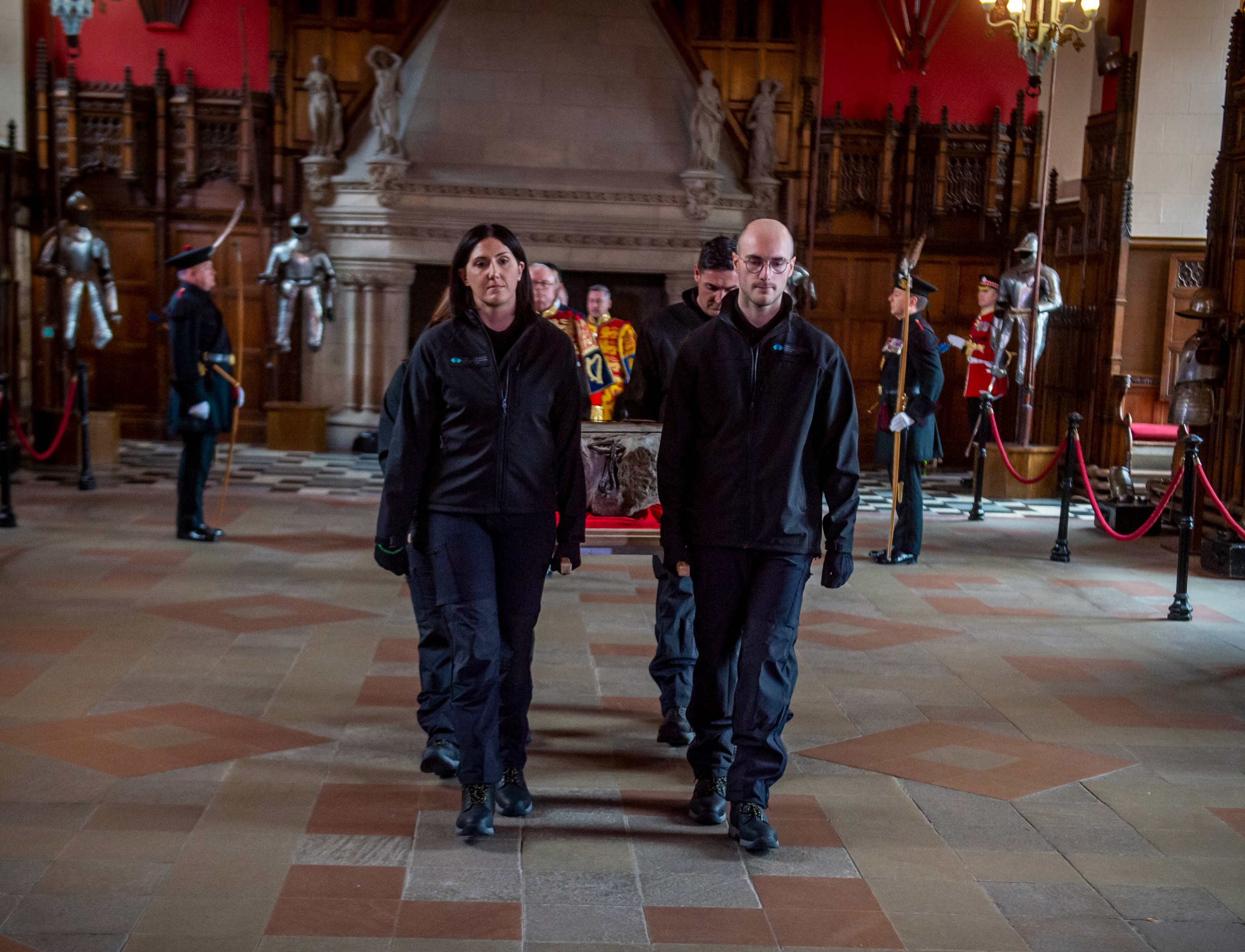
La pierre de Scone est transportée depuis le château d’Édimbourg le 28 avril 2023 en prévision du couronnement.

Le couronnement précédent a eu lieu environ seize mois après la proclamation de la reine comme souveraine. Charles III est monté sur le trône britannique immédiatement après la mort de sa mère, Élisabeth II, le 8 septembre 2022. Il a été proclamé roi (en) par le Conseil d'accession le 10 septembre, qui a été suivi de proclamations dans d'autres royaumes du Commonwealth. La préparation de la cérémonie prenant du temps, il est alors indiqué que le couronnement « ne devrait pas avoir lieu avant plusieurs mois »,.
Le couronnement de Charles porte le nom de code « Opération Golden Orb ». Le comité est présidé par Edward Fitzalan-Howard, 18e duc de Norfolk, qui détient la fonction héréditaire de comte-maréchal. L'opération est composée de membres éminents de l'aristocratie ainsi que d'autres dignitaires, elle est constitutionnellement séparée des bureaux privés de Charles III ou d'Élisabeth II.
L'épouse de Charles, Camilla, doit également être couronnée reine consort. Lorsque Charles l'a épousée en 2005, le cabinet du prince de Galles avait indiqué que Camilla ne recevrait pas le titre de reine lors de son avènement, mais celui de « princesse consort ». Charles, cependant, désirait depuis longtemps qu'elle porte le titre de reine et qu'elle soit couronnée à ses côtés. Avec la popularité croissante de Camilla, Élisabeth II a souhaité que Camilla soit couronnée reine avec l'avènement de Charles.
Un rapport publié en 2018 par la Constitution Unit (en) de l'University College de Londres faisait des suggestions sur la façon dont la cérémonie pourrait être modernisée.
Quelque 7 000 soldats prennent part aux répétitions d'une parade militaire.
Les préparatifs du couronnement n'ont pas suscité l'engouement attendu auprès de la population britannique, et l’invitation faite à tous les Britanniques par le Palais de Lambeth (la demeure du primat de l’Église anglicane) de prêter allégeance à leur roi à voix haute à la fin de la liturgie a même suscité de nombreuses critiques,. Selon un sondage[Quand ?], le soutien global pour la monarchie s'effrite, avec 58 % d’opinions favorables et 26 % des personnes interrogées en faveur d’un chef d’État élu. Le repli est net chez les jeunes : seuls 32 % des 18-24 ans veulent un monarque héréditaire à la tête de l’État (contre 78 % des plus de 65 ans).

## Déroulement de la cérémonie

### «Procession du roi» jusqu'à Westminster
La cérémonie commence le samedi 6 mai 2023 par la « procession du roi ». À 10 h 20, heure locale (11 h 20, heure d'été d'Europe de l'Ouest), Charles III et son épouse quittent le palais de Buckingham à bord du carrosse Diamond Jubilee State Coach (en), tiré par six chevaux, utilisé à partir de 2014 par Élisabeth II lors des cérémonies d'ouverture du Parlement. Le cortège royal traverse une partie de Londres sur 2,2 km. Il descend The Mall, passe sous l'Arche de l'Amirauté avant d'emprunter Whitehall jusqu'à Parliament Square, puis arrive devant l'entrée de l'abbaye de Westminster. Le couple royal y est accueilli par des membres du clergés dirigés par Justin Welby, archevêque de Cantorbéry.

### Procession royale dans l'abbatiale
Le long cortège officiel, formé de nombreux dignitaires civils et religieux, remonte la nef de l'église, précédé par une croix de procession, conçue et créée par le maître orfèvre Michael Lloyd, qui contient deux fragments de la Vraie Croix, offerts par le pape François au roi Charles III en avril 2023. Les insignes du pouvoir royal sont portés par plusieurs personnalités, notamment l'épée par Penny Mordaunt, l'orbe par dame Elizabeth Anionwu (en) et le sceptre à la colombe par la baronne Floella Benjamin.
La police procède à l’arrestation de six militants républicains qui prévoyaient d'aller manifester au passage du roi Charles III.

### Couronnement du roi et de la reine
Après l'entrée solennelle du couple dans l'église, le roi, assis sur la King Edward's Chair, est oint par l’archevêque de Cantorbéry Justin Welby, caché de vue par un paravent au lieu du baldaquin utilisé par ses prédécesseurs. Cette partie de la cérémonie est la seule faite en secret. Pendant ce temps, les caméras se tournent vers le chœur et l'orchestre dans l'abbaye lorsqu'ils font entendre Zadok the Priest de Georges-Frédéric Haendel, l'hymne chanté à chaque couronnement britannique depuis 1727.
Puis l’archevêque présente au roi les bracelets, les éperons de Saint-Georges, et l’épée d'apparat, tous lesquelles le roi seulement touche, suivi par l’épée empierrée d'offrande, que le roi porte brièvement. Les vêtements officiaux de son couronnement, l'étole royale et la robe royale, ont été présentés au roi, les deux desquelles qu'il mette. Le roi aussi touche, mais ne met pas sur son doigt, l'anneau de la dignité royale. Il reçoit l’orbe, surmonté d’une croix (en référence à la religion), qui est placé dans sa main gauche, puis un gant blanc est mis sur sa main droite et l'orbe est retraitée et les deux sceptres — le sceptre à la colombe, symbole du commandement militaire et de la bonne gouvernance, et le sceptre à la croix, représentant le pouvoir temporel — sont présentés et placent dans la main gauche et la main droite du roi respectivement.
L’archevêque finalement dépose sur la tête du roi la couronne de saint Édouard. Celle-ci avait été conçue et utilisée pour la première fois en 1661, pour le couronnement du roi Charles II. Au moment du couronnement, l’archevêque crit « Que Dieu sauve le Roi ! » et la congrégation répond avec le même.  Pendant ce temps-là, les cloches de l'abbaye sont sonnées et les coups de canon sont tirés à Horse Guards Parade proche, à la Tour de Londres, et dans treize autres lieux au Royaume-Uni. 
La reine Camilla, quant à elle, est couronnée avec la couronne de la reine Mary, initialement fabriquée pour l'épouse du roi George V lors de leur avènement en 1911. L'officiant lui présente également le sceptre en or surmonté d’une croix, et un deuxième en ivoire et surmonté d’une colombe.
À l'issue de la cérémonie du sacre, le roi est notamment béni par le primat catholique d'Angleterre, le cardinal Vincent Nichols, archevêque de Westminster. C'est la première fois depuis le XVIe siècle qu’un cardinal assiste au couronnement d'un roi britannique. Lors du dernier couronnement, celui de la reine Élisabeth II en 1953, aucun catholique n’était entré dans l'église. Mgr William Godfrey, le nonce apostolique de l’époque, avait assisté à la procession jusqu’à l'abbaye de Westminster mais n’était pas entré dans l'église.

### Parade jusqu’au palais de Buckingham

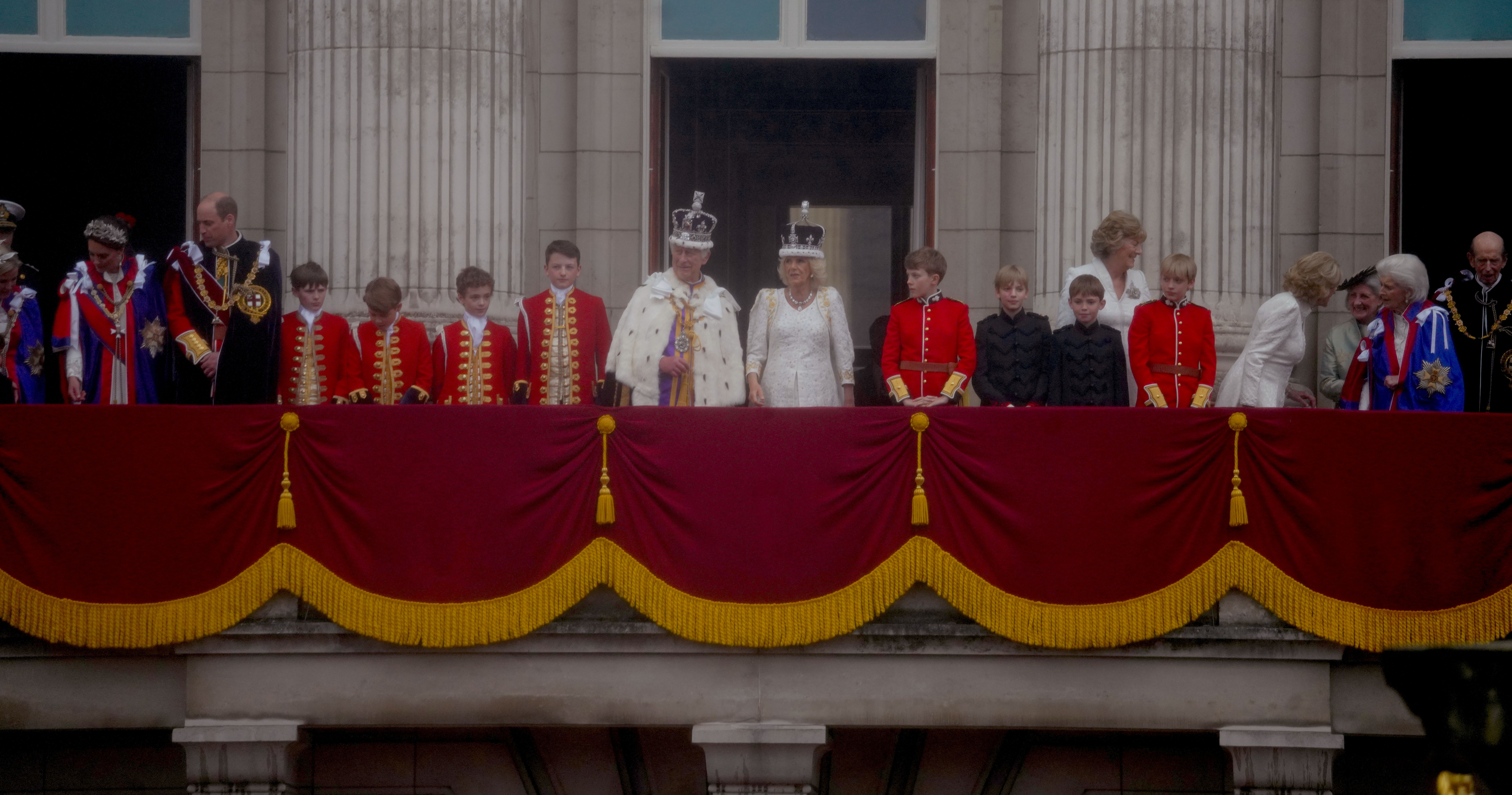
La famille royale et les pages au balcon du palais de Buckingham.

À l’issue de la cérémonie, le couple royal s'installe dans le Gold State Coach, un carrosse revêtu de feuilles d'or, conçu pour le couronnement de George III en 1762, et utilisé pour tous les suivants depuis celui du roi George IV en 1821. Le roi Charles III est coiffé de la couronne impériale d'apparat, et tient l'orbe dans sa main gauche et le sceptre avec la croix dans sa main droite. La procession du trajet retour, qui est le même qu'à l'aller, est « plus massive ». Le roi et la reine apparaissent ensuite au balcon du palais de Buckingham, revêtus des insignes royaux et entourés de la famille royale, d’où ils saluent les Britanniques et les étrangers rassemblés sur The Mall.

## Galerie d'images

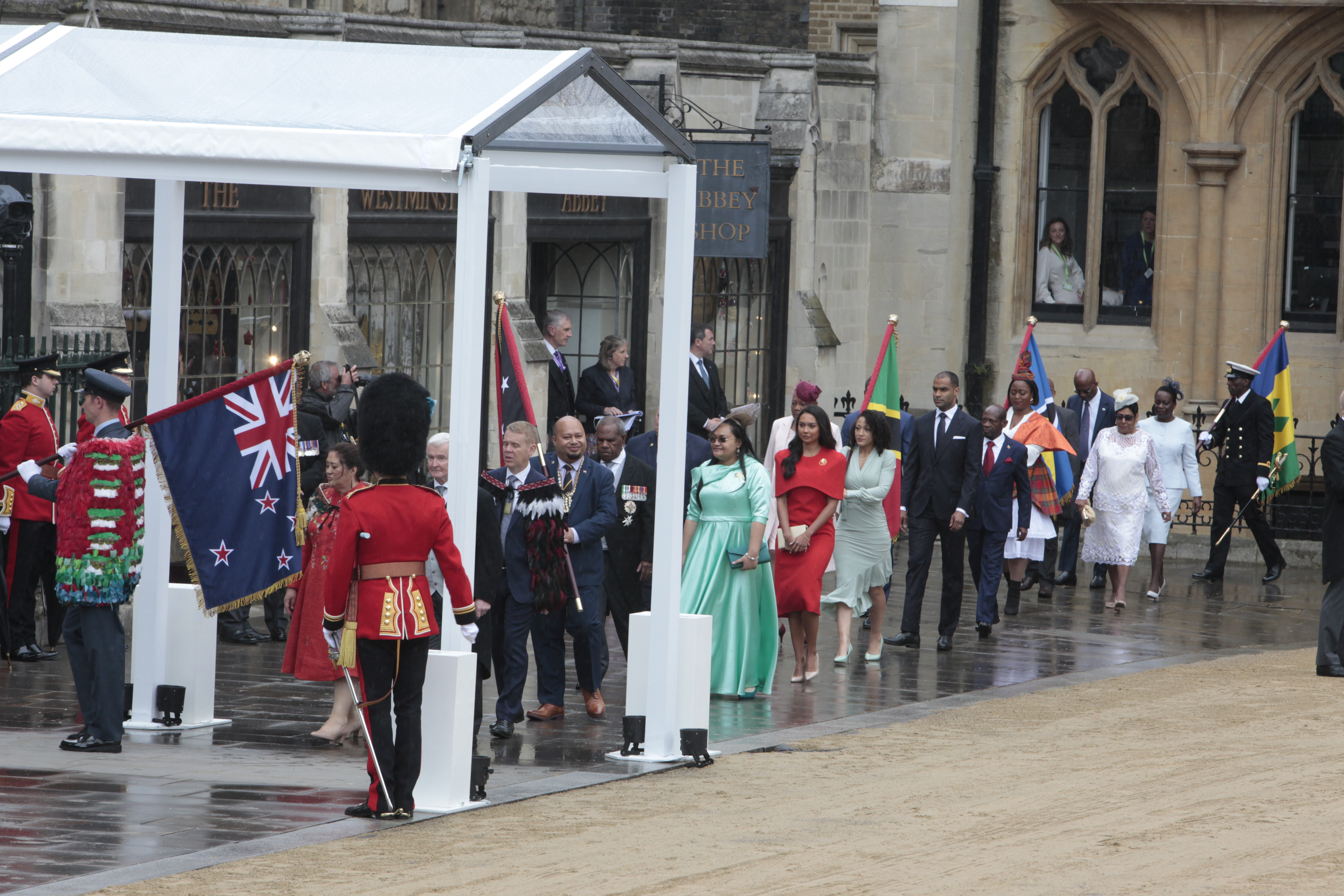
Invités au couronnement (représentants des royaumes du Commonwealth) entrant dans l'Abbaye de Westminster.
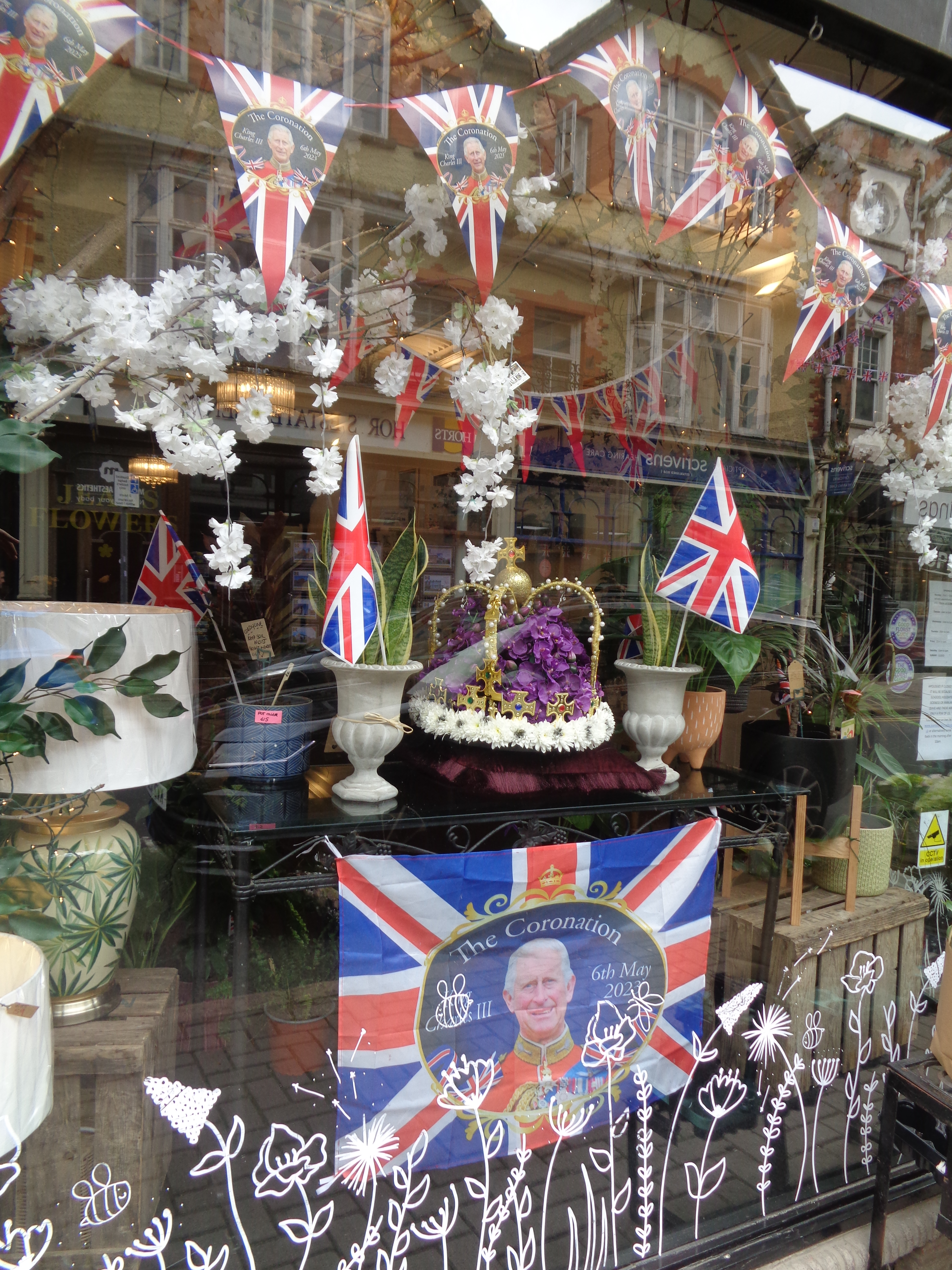
Devanture d'une boutique à Rugby, en Angleterre, pour le couronnement de Charles III.
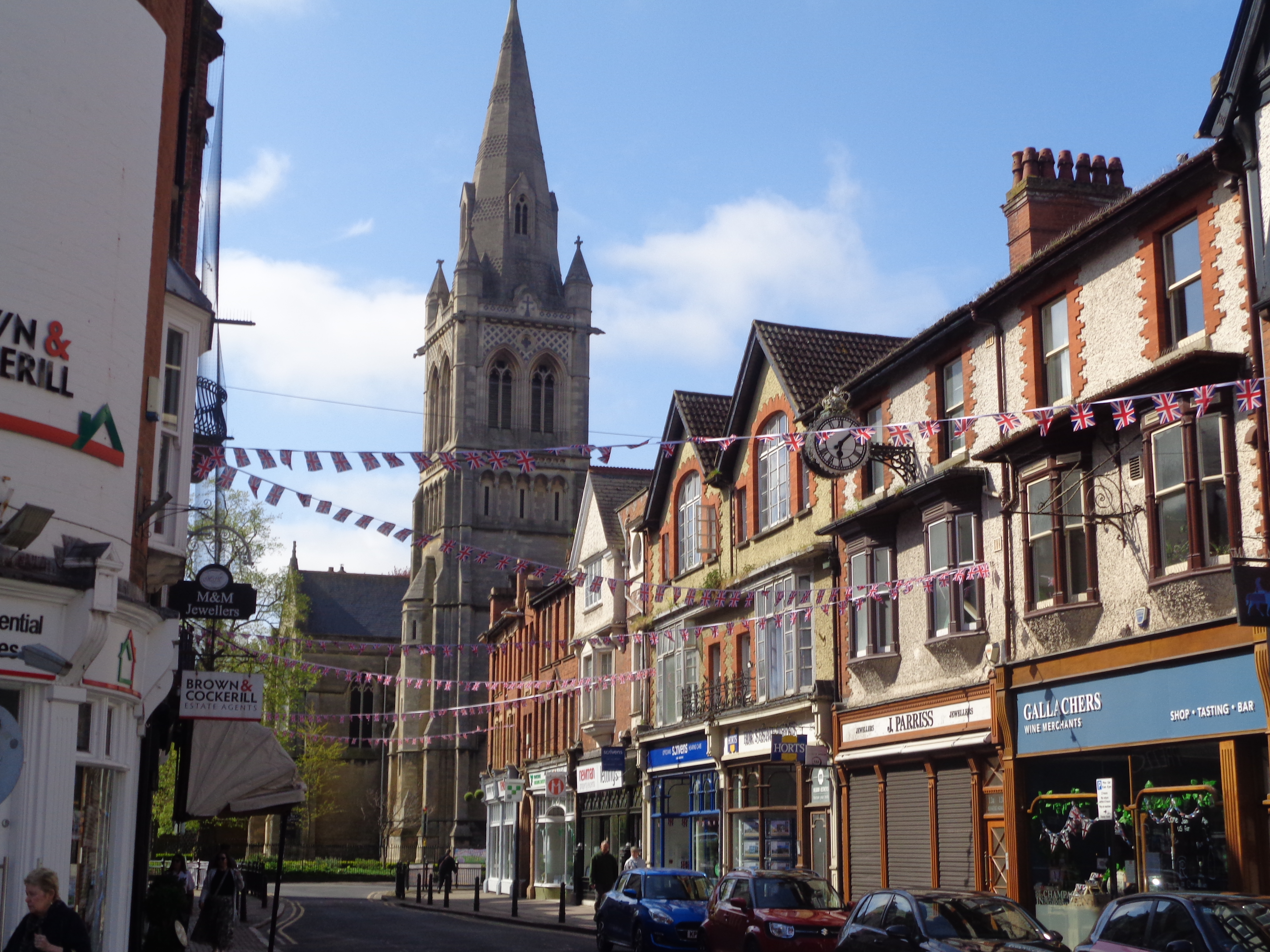
Drapeaux (bunting (en)) dans une rue commerçante de Rugby pour marquer le couronnement de Charles III.
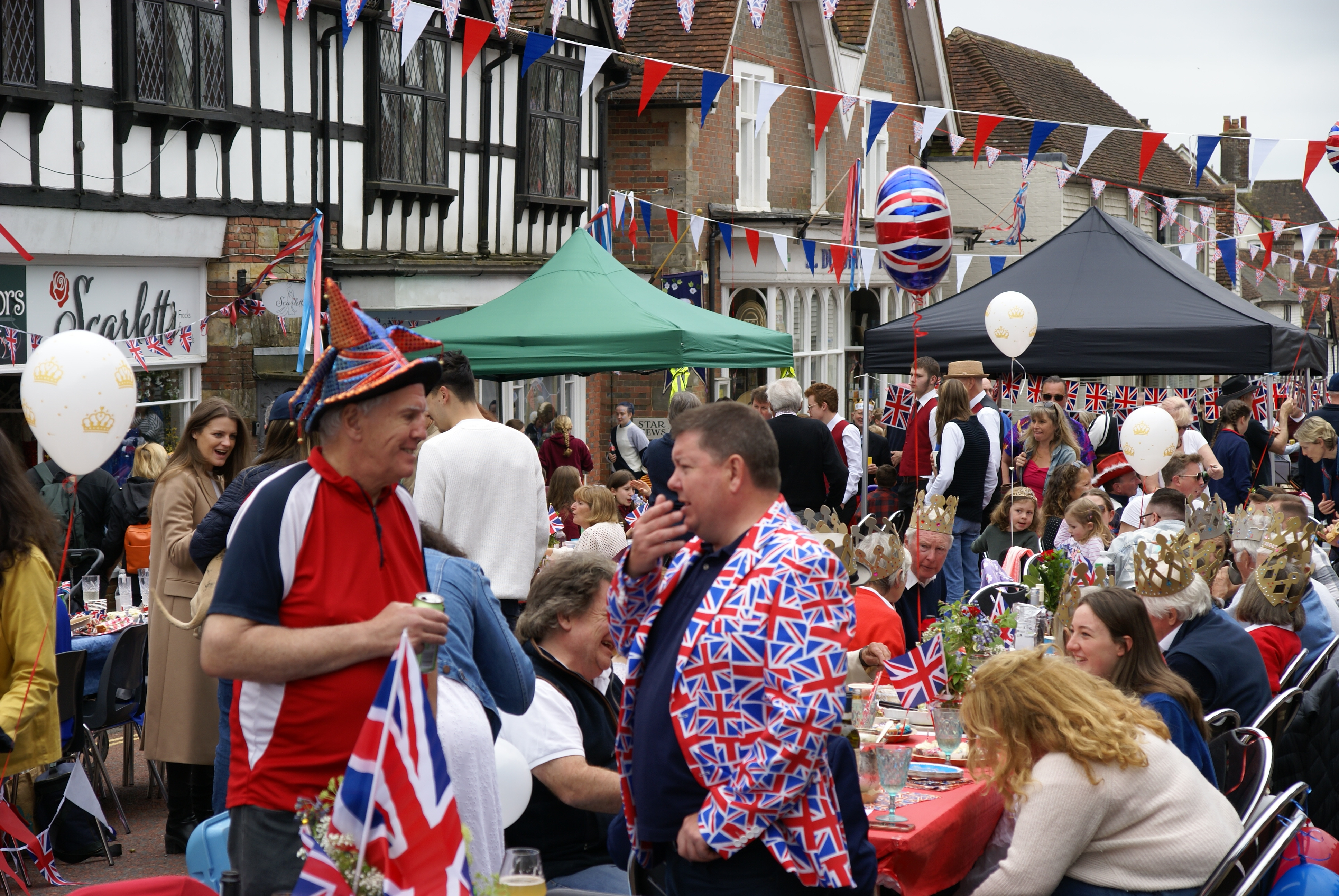
« Coronation big lunch » au lendemain du couronnement.

## Aspect financier
Le coût du couronnement n'a pas été communiqué par les autorités mais est estimé à au moins 100 millions de livres sterling (115 millions d'euros).